# Петрополье (Шевченковский район)
Петрополье (укр. Петропілля) — село, 
Петропольский сельский совет,
Шевченковский район,
Харьковская область.
Код КОАТУУ — 6325785801. Население по переписи 2001 года составляет 355 (175/180 м/ж) человек.
Является административным центром Петропольского сельского совета, в который, кроме того, входят сёла
Гроза,
Колесниковка,
Максимовка,
Александровка,
Алексеевка,
Самарское,
Ставище и
Сумское.

## Географическое положение
Село Петрополье находится на берегу реки Средняя Балаклейка,
выше по течению на расстоянии в 2,5 км расположено село Александровка,
ниже по течению примыкает село Сумское.
Ниже по течению на реке большая запруда.
На расстоянии в 1 км расположено село Ставище.
Через село проходит автомобильная дорога Т-2110.

## История
- 1815 — дата основания.

Во время наступления войск Германии в 1941 году, село было оккупировано, однако значительных подразделений в поселении не находилось (до 20-40 солдат Вермахта). Немцы очень часто совершали налеты авиацией на деревню, однако большинство инфраструктуры не было повреждено. Германские войска пытались обнаружить бьющую по ним реактивную залповую систему "Катюша", которая как оказалось находилась на севере деревни. Село Петрополье не стало исключением для вылазок советских партизан.
Также часть деревни именуется как "Политотдел". Во время Великой Отечественной войны в той части села находился Политический отдел дивизии (номер неизвестен) РККА.
Также, по не подтвержденным данным ранее село называлось "Кастомаровка", так как в деревне проживал богатый пан - Кастомар. Однако, это только народное мнение, подтверждений что было такое название - нету.

## Экономика
- «Рекотов», ЧП, рыборазведение.
- «Демченко», ЧП, рыборазведение.
- ТОВ «Перфекта Д».

## Объекты социальной сферы
- Почта.
- Библиотека.
- Клуб.
- Фельдшерско-акушерский пункт.

## Достопримечательности
- Братская могила советских воинов. Похоронено 100 воинов.

## Исторические объекты
- Разрушенный советский деревянный мост, через который переправлялась РККА. Находится на северо-востоке поселка.